# Кристалл (стадион, Жигулёвск)
«Кристалл» — многофункциональный стадион в городе Жигулёвск.

## История
История стадиона началась в 1955 году — в год запуска первых агрегатов Жигулёвской ГЭС. Вплоть до 1970 года шло строительство стадиона — обустраивалась единственная трибуна (вместимостью 1'500 зрителей) и раздевалки. На стадионе проводились футбольные матчи чемпионата города и области.
В марте 2005 года началась реконструкция стадиона «Кристалл», которая должна была закончиться в 2008 году, но продолжалась до 2015 года и завершилась только после личного вмешательства губернатора Самарской области Меркушкина.
В 2018 году на стадионе стал выступать клуб «Акрон» в первенстве России среди футбольных клубов третьего дивизиона. С 2019 года выступал первенстве ПФЛ, а с 2020 года в первой лиге.
Весной 2022 года на стадионе играл клуб «Лада-Тольятти» во втором дивизионе ФНЛ.
| 6 самых посещаемых матчей | 6 самых посещаемых матчей | 6 самых посещаемых матчей | 6 самых посещаемых матчей | 6 самых посещаемых матчей    | 6 самых посещаемых матчей | 6 самых посещаемых матчей | 6 самых посещаемых матчей | 6 самых посещаемых матчей | 6 самых посещаемых матчей | 6 самых посещаемых матчей | 6 самых посещаемых матчей |
| №                         | Посещаемость              | Заполняемость             | Дата                      | Матч                         | Источник                  | №                         | Посещаемость              | Заполняемость             | Дата                      | Матч                      | Источник                  |
| ------------------------- | ------------------------- | ------------------------- | ------------------------- | ---------------------------- | ------------------------- | ------------------------- | ------------------------- | ------------------------- | ------------------------- | ------------------------- | ------------------------- |
| 1                         | 3000                      | 99,67%                    | 19 апреля 2023            | Акрон—Спартак (Москва) 2:1   | [ 4 ]                     | 4                         | 1840                      | 61,13%                    | 6 августа 2023            | Акрон—Алания 1:0          | [ 5 ]                     |
| 2                         | 2997                      | 99,57%                    | 14 марта 2023             | Акрон—Локомотив (Москва) 1:1 | [ 6 ]                     | 5                         | 1635                      | 54,32%                    | 27 августа 2023           | Акрон—Тюмень 1:2          | [ 7 ]                     |
| 3                         | 2900                      | 96,35%                    | 2 мая 2021                | Акрон—Крылья Советов 1:2     | [ 8 ]                     | 6                         | 1565                      | 51,99%                    | 21 августа 2019           | Акрон—Мордовия 1:1        | [ 9 ]                     |

## Команды
На стадионе проводил домашние матчи в ФНЛ футбольный клуб «Акрон» из Тольятти. Также некоторые матчи в Жигулёвске проводила футбольная команда «Лада-Тольятти».

## Инфраструктура
На стадионе располагаются командно-бытовое здание с трибунами на 3010 человек, два футбольных поля с искусственной травой, 5 легкоатлетических дорожек, сектора для прыжков в длину, универсальная спортивная площадка, теннисный корт, тренажёрные и фитнес залы.